# يوهانس برينكمان
يوهانس برينكمان (بالهولندية: Johannes Brinkman)‏ هو مهندس معماري هولندي، ولد في 22 مارس 1902 في روتردام في هولندا، وتوفي بنفس المكان في 6 مايو 1949.

## وصلات خارجية
- جوهانس برينكمان على موقع الموسوعة البريطانية (الإنجليزية)